# Nogometni Klub Iskra Bugojno
Il Nogometni Klub Iskra (letteralmente "Football Club Scintilla") è una società calcistica con sede a Bugojno, in Bosnia Erzegovina, fondata nel 1946.
Attualmente milita nella seconda serie bosniaca, ma ha giocato sia nella serie maggiore sia nella Prima Divisione jugoslava nella stagione 1984-1985.
Gioca le sue partite casalinghe nello Jaklić stadium capace di 12.000 spettatori.
Nel  1985 ha vinto la Mitropa Cup.

## Palmarès

### Competizioni nazionali
- 2. Savezna liga: 1

1983-1984 (girone ovest)
- Prva liga Federacija Bosne i Hercegovine: 1

1997-1998 (centro)
- Druga Liga Federacije Bosne i Hercegovine: 3

2006-2007 (ovest), 2016-2017 (ovest), 2021-2022 (ovest)

### Competizioni internazionali
- Coppa Mitropa: 1

1984-1985

### Altri piazzamenti
- 2. Savezna liga:

Secondo posto: 1980-1981 (girone ovest), 1982-1983 (girone ovest), 1985-1986 (girone ovest)
- Kup Maršala Tita:

Semifinalista: 1984-1985
- Prva liga Federacije Bosne i Hercegovine:

Terzo posto: 2002-2003, 2009-2010, 2010-2011